# 东岗西路街道
东岗西路街道，是中华人民共和国甘肃省兰州市城关区下辖的一个乡镇级行政单位。

## 行政区划
东岗西路街道下辖以下地区：
农民巷东社区、农民巷西社区、天水路社区、一只船社区、东岗西路社区、平凉路社区和东郊场社区。